# Église Saint-Michel de Cordoue
 (juin 2025).
L’église Saint-Michel (espagnol : iglesia de San Miguel) est une église de style mudéjar située à Cordoue, capitale de la province espagnole du même nom, dans la communauté autonome d'Andalousie.

## Localisation
L'église se dresse sur la place Saint-Michel (espagnol : plaza de San Miguel), dans le nord de la vieille ville de Cordoue.

## Historique
L'église est une des douze églises fernandines de Cordoue (iglesias fernandinas en espagnol), églises de style mudéjar construites par le roi Ferdinand III de Castille (Fernando III) après la reconquête de la ville en 1236, en recourant à la main-d'œuvre des mudéjars, musulmans d’Espagne devenus sujets des royaumes chrétiens durant la Reconquista.
Elle fait l'objet d'un classement au titre des monuments historiques  (Bien de Interés Cultural) depuis le 3 juin 1931, sous la référence RI-51-0000532.

## Architecture

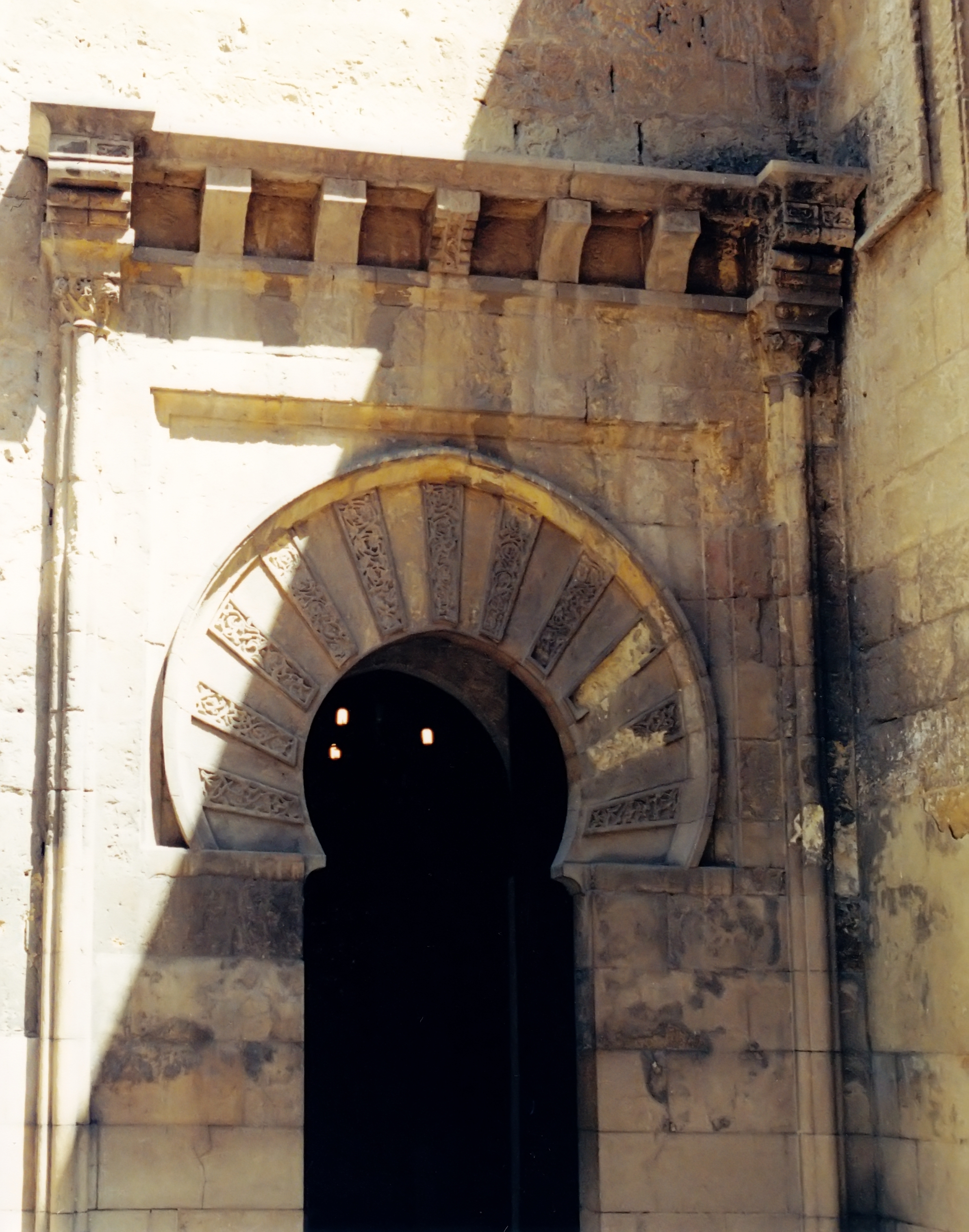
Le portail méridional outrepassé.

L'église Saint-Michel combine le style roman tardif, le style gothique et le style mudéjar.
Comme les autres églises fernandines de Cordoue, elle est construite en pierre de taille et non en briques comme les églises mudéjares de Tolède.
À l'ouest, l'église présente une façade tripartite compartimentée par de hauts contreforts. 
La partie centrale de la façade, divisée verticalement en deux registres, est percée d'un portail flanqué de colonnes aux chapiteaux sculptés et surmonté d'un arc ogival dont l'archivolte possède de nombreuses voussures moulurées surmontées d'un larmier orné de pointes de diamant et d'une corniche soutenue par des modillons.
La partie supérieure de la façade occidentale est ornée d'une grande rosace à triple voussure moulurée dont le remplage comporte deux zones concentriques ornées de colonnettes tandis que les parties latérales sont percées de rosaces plus petites.
La façade méridionale, enfin, est percée d'un petit portail surmonté d'un arc outrepassé brisé aux claveaux alternativement plats et sculptés, inscrit dans un alfiz. Ce portail est flanqué de hautes et fines colonnes à chapiteaux sculptés surmontée d'une corniche portée par quatre modillons dont un seul, celui du centre, est un modillon à copeaux.